# ماسيمو برونو
ماسيمو برونو (بالإيطالية: Massimo Bruno)‏ (17 سبتمبر 1993 بلجيكا - ) هو لاعب كرة قدم بلجيكي، يلعب كلاعب وسط.

## وصلات خارجية
ماسيمو برونو على موقع الاتحاد البلجيكي (الإنجليزية)
- ماسيمو برونو على موقع قاعدة بيانات كرة القدم.إي يو (الإنجليزية)
- ماسيمو برونو على موقع Soccerway.com (الإنجليزية)
- ماسيمو برونو على موقع عالم كرة القدم.نت (الإنجليزية)
- ماسيمو برونو على موقع AS.com (الإسبانية)